# Jani Tewelde
Jani Tewelde Weldegaber  (* 1. Oktober 1990) ist ein eritreischer Radrennfahrer.
2010 wurde Jani Tewelde Siebter in der Gesamtwertung der Tour of Eritrea, im Jahr darauf belegte er Platz 3. Zudem wurde er 2011 Afrikameister im Mannschaftszeitfahren, gemeinsam mit Ferekalsi Debessay, Natnael Berhane und Daniel Teklehaimanot und belegte jeweils den 3. Platz bei der eritreischen Meisterschaft im Einzelzeitfahren und der Eritrea-Rundfahrt. Anfang 2012 startete er bei der Tour de Langkawi und kam mehrfach bei Etappen unter den ersten Zehn ins Ziel; in der Gesamtwertung belegte er Rang 16.

## Erfolge
2010
- zwei Etappen Tour Eritrea

2011
- Afrikameister – Mannschaftszeitfahren

2012
- zwei Etappen Tour of Eritrea
- Eritreischer Meister – Einzelzeitfahren (U23)
- Afrikameister – Mannschaftszeitfahren

## Teams
- 2012 MTN Qhubeka
- 2013 MTN Qhubeka
- 2014 MTN Qhubeka